# Wincenty Chorembalski
Wincenty Chorembalski (11 października 1890 w Zawichoście, zm. 29 września 1960 w Będzinie) – polski rzeźbiarz i artysta malarz.

## Życiorys
Naukę rozpoczął od praktyki w zakładzie kamieniarskim, a następnie studiował na Uniwersytecie Lwowskim. Po wybuchu I wojny światowej wstąpił do Legionów Polskich i walczył w szeregach 3 kompanii 1 baonu 1 Pułku Piechoty, jako szeregowiec. Po 1918 znalazł się w Wiedniu, gdzie studiował malarstwo i rzeźbę, naukę kontynuował w Niemczech i w Paryżu. Podróżował po Europie, był w Czechosłowacji, Austrii i Niemczech. Po powrocie do kraju zamieszkał w Sosnowcu. Został członkiem Związku Zawodowego Śląskich Artystów Plastyków i należał do Towarzystwa Zachęty Sztuk Pięknych, od 1924 do 1929 miały tam miejsce wystawy jego prac. Był jednym z wystawców na I Wystawie Regionalnej Górnego Śląska i Zagłębia Dąbrowskiego. W 1942 został aresztowany i uwięziony w Stalagu na Rugii, powrócił w 1945 do kraju i osiadł w Będzinie. Podczas zawieruchy wojennej większości przedwojennej twórczości została zniszczona. Brał udział w zimowych salonach rzeźby w Radomiu w 1950 i 1953.

## Twórczość

### Twórczość przed 1939
- Pomnik Stanisława Moniuszki w Katowicach (1930, rekonstrukcja 1959)
- Pomniki Powstańca Śląskiego w Chorzowie, Tychach i Małej Dąbrówce
- Pomnik zasłużonych Ślązaków w Nowym Bytomiu
- Płaskorzeźba Tadeusza Kościuszki w Katowicach (1925)[1][2]
- Popiersie Stanisława Wyspiańskiego dla teatru w Katowicach
- Popiersie Ignacego Jana Paderewskiego
- Posąg Fauna

### Twórczość po 1945
- Pomnik Przyjaźni Polsko-Radzieckiej w Będzinie
- Popiersie Ludomira Różyckiego
- Rzeźby na placu Konstytucji w Warszawie – projekt
- Pomnik Wdzięczności Armii Radzieckiej w Sosnowcu - projekt